# 装星機ガジェットロボ
『装星機ガジェットロボ』（そうせいきガジェットロボ）は、クリエイティヴ・コアから2008年12月11日に発売されたニンテンドーDS用ゲームソフト。同社としては初の男児向けの作品である。

## 概要
小学5年生の主人公「速水ゲンキ」となって、未来のロボット型携帯端末「ガジェットロボ」を操り、謎の敵と戦うロボットロールプレイングゲーム。ガジェットロボは5つのパーツを組み替えることでバトルが楽しめる。
ゲームのストーリーはメインストーリー36話、サブストーリー34話で構成されている。マップ上に配置されているそれぞれのストーリーを選択して物語が進行する。
プロデューサーは勇者ゲームに携わって来た「開発勇者ハヤバーン」ことNORI。主題歌は水木一郎が歌う。ゲーム中の音楽は主題歌も含め渡辺宙明が作曲。

## 登場キャラクター

### 人物
速水ゲンキ
声：細野雅世
風守カイト
声：長谷瞳
香取ホムラ
声：佐藤雄大
香取ヒート
声：西野陽子
結城ナイト
声：小野涼子
桐岡リリコ
声：西野陽子
ガジェットマスター バン
声：櫛田泰道
ディーン
声：佐藤雄大
アイザック博士
声：櫛田泰道
速水レツ
声：石上裕一
宝来モモ
声：小野涼子
次元人司令ジェノス
声：石上裕一
速水テツ
声：石上裕一
速水いずみ
声：西野陽子

### ガジェットロボ
元来は個人情報を納めたガジェット・コアを守り、また様々な便利を提供する為フラッグ社に拠って開発された携帯端末。その最大の使命は、持ち主の人生の記録にある。
ブラスト
声：石上裕一
速水ゲンキのパートナー。
ウィンカイザー
声：佐藤雄大
風守カイトのパートナー。
マグナム
香取ホムラのパートナー。
ファング
香取ヒートのパートナー。
ナイトアーサー
結城ナイトのパートナー。
コウガ
声：櫛田泰道
桐岡リリコのパートナー。
バンガンオー
ガジェットマスター バンのパートナー。
アインシュバイツ
ディーンのパートナー。
アイザッカーDX
アイザック博士のパートナー。
シオンリンツァー
声：長谷瞳

## ゲームシステム

### セットアップ
「ボディ（頭+体）」「右腕」「左腕」「脚部」「バックパック」で構成されている、ガジェットロボのそれぞれのパーツを組み替えて、自分だけのカスタマイズ・ロボットを作ることができる。パーツは全250種類、組み替えパターンは3億通り。

### バトル
バトルはコマンド選択方式。右腕、左腕、ボディのそれぞれに登録されている、近距離技、遠距離技、必殺技の3つを使って戦う。近距離は遠距離に強く、遠距離は必殺技に強く、必殺技は近距離に強いという関係性を持つ。パーツ構成によって先攻後攻が決まり、交互に攻守を繰り返し、相手のHPが0になるまで戦う。バトル中にゲージが溜まると、パーツに刻まれている星座の力「ガジェットスター」を使って、さらに強力な技を出すこともできる。バトルに勝つと、経験値が上がる他、新たなパーツが手に入ることがある。

## スタッフ
- 原作・原案 - オオハシアラタ×↑S
- キャラクター&ロボットデザイン - 青木健太

## 主題歌
「戦え!ガジェットロボ」
作詞 - オオハシアラタ×↑S（早坂憲洋） / 作曲・編曲 - 渡辺宙明 / プログラミング - 大石憲一郎 / 歌 - 水木一郎